# Леинг, Айван
Айван Леинг (англ. Ivan Laing; 18 августа 1885, Хоик, Скоттиш-Бордерс — 30 ноября 1917, Мец-ан-Кутюр) — шотландский хоккеист на траве, нападающий; регбист. Бронзовый призёр летних Олимпийских игр 1908 года.

## Биография
Айван Леинг родился 18 августа 1885 года в британском городе Хоик в многодетной семье владельца фабрики.
В детстве обучался в семье, затем учился в Истборнском новом колледже и бельгийском Вервье.
Играл в хоккей на траве за «Хоуик».
В 1908 году вошёл в состав сборной Шотландии по хоккею на траве на летних Олимпийских играх в Лондоне и завоевал бронзовую медаль, которая пошла в зачёт Великобритании. Играл на позиции нападающего, провёл 2 матча, забил 1 мяч в ворота сборной Германии.
Кроме того, играл за «Хоуик» и сборную Шотландии в регби, а также был членом Хоикского любительского клуба плавания.
Участвовал в Первой мировой войне. Поступил на службу в Лондонский полк, затем во 2-й батальон гвардии Колдстрима, где его старший брат Уолтер служил офицером. В 1916 году был направлен во Францию, участвовал в сражении на Сомме.
Погиб 30 ноября 1917 года в бою во французской коммуне Мец-ан-Кутюр, попав под пулемётный огонь немцев. Похоронен на местном кладбище.

## Память
В 2009 году Археологическое общество Хоика стало проводить ежегодный хоккейный матч между девушками местной школы, посвящённый Леингу.